# کنکورد (مینه‌سوتا)
کنکورد (به انگلیسی: Concord) یک منطقهٔ مسکونی در ایالات متحده آمریکا است که در مینه‌سوتا واقع شده‌است. کنکورد ۳۵۳٫۸۸ متر بالاتر از سطح دریا واقع شده‌است.